# Davor Gobac
Davor Gobac (Karlovac, 17. veljače 1964.), frontman rock-grupe Psihomodo pop.

## Životopis
Kao trinaestogodišnjak svira u kultnom sastavu "Klinska Pomora" (svira se samo žestoki punk). Godine 1983. dolazi u sastav Neron, koja ubrzo potom mijenja ime u Psihomodo pop. Autor je većine glazbe i tekstova i nameće se kao frontman. Veliki je poklonik i poznavatelj punk-glazbe, ali mu nije strana i ostala glazba. 
Velika ljubav također mu je slikanje. Ima osebujan stil i održao je već desetak izložbi, koje su bile jako posjećene. Izvornike ne prodaje, nego ih poklanja dobrim prijateljima, prodaje samo grafike i to skupo.
Živi u Zaprešiću.
Godine 2007. sudjeluje u zabavno-glazbenoj emisiji HRT-a "Ples sa zvijezdama" u kojem se natječe s partnericom Tamarom Despot. Iz emisije je izbačen 15. prosinca 2007., tik prije završnice emisije, tako osvojivši treće mjesto.

## Filmografija

### Televizijske uloge
- "The Voice Kids Hrvatska" kao mentor (2025.)
- "The Voice Hrvatska" kao mentor (2019. – danas)
- "Crno-bijeli svijet" kao jedan od drugova iz partije (2020.)
- "Najbolje godine" kao zatvorenik (2010.)
- "Stipe u gostima" kao Emil (2009.)
- "Zakon!" kao stranac u noći (2009.)
- "Bez komentara" kao Dr. Fridrich Friedl (2008.)
- "Naša mala klinika" kao Kunićev ujak (2008.)
- "Bitange i princeze" kao umjetnik Tomica (2006.)
- "Naša mala klinika" kao Rudi (2005.)
- "Zlatni vrč" kao Bubi (2004.)

### Filmske uloge
- "Nit života" kao mladić s tuluma 1 (2000.)

### Sinkronizacija
- "Vau vau zvijezda" kao Angus Scattergood (2017.)
- "Spužva Bob Skockani: Spužva na suhom" kao kapetan Burgerbradi (2015.)
- "Robi - uzbuna na Orlovu vrhu" kao Oto (2013.)
- "Konferencija životinja" kao Tomo (2011.)
- "Planet 51" kao Glar Dulam (2010.)
- "Grom" kao Robi (2008.)
- "Arthur u zemlji Minimoya" kao Koolomassai (2006.)
- "Legenda o medvjedu" kao Bobi (2003.)
- "Spužva Bob Skockani" - Uvodna špica (Project 6 sink)

## Vanjske poveznice

### Sestrinski projekti
|  | Zajednički poslužitelj ima još gradiva o temi Davor Gobac i Psihomodo pop |

### Mrežna sjedišta
- http://www.diskografija.com/umjetnik/davor-gobac.htm
- Davor Gobac u internetskoj bazi filmova IMDb-u (engl.)